# A magyar labdarúgó-válogatott 2010. október 12-i mérkőzése
Előző mérkőzés - Következő mérkőzés
A magyar labdarúgó-válogatott Európa-bajnoki selejtező mérkőzése Finnország ellen, 2010. október 12-én. A végeredmény 2–1 lett a magyar csapat javára.

## Előzmények
A magyar labdarúgó-válogatott a Finnország elleni mérkőzésig három találkozót játszott a 2012-es labdarúgó-Európa-bajnokság selejtezőjében. Az első meccsen Svédországban szenvedett vereséget, de négy nappal később Moldovát legyőzte. Októberben a finnek elleni lesz a második selejtezője a válogatottnak, hiszen október 8-án San Marino válogatottját ütötték ki 8–0-ra. Három forduló után az E csoport harmadik helyén állt Magyarország.

| „                                                            | Ezúttal idegenben játszunk, egy, az előzőeknél sokkal erősebb együttes ellen, ez viszont nem jelenti azt, hogy ne játszhatnánk a saját játékunkat. Bátor és kreatív játékra lesz szükségünk, a játékosoknak a legjobbjukat kell nyújtaniuk. | ” |
| – Egervári Sándor, a magyar válogatott szövetségi kapitánya. | |   |

A finn válogatott az október 12-i magyarok elleni mérkőzésig két Eb-selejtezőn volt túl. Kezdésként, meglepetésre kikaptak Moldovában 2–0-ra. A következő mérkőzésüket a hollandok ellen játszották és újból vereséggel tértek haza, 2–1-re kaptak ki. Finnország a csoport ötödik helyén állt a magyarok elleni mérkőzés előtt.

| „                                                        | Megpróbáltuk kiokoskodni, hogy mi lesz a taktikájuk, de a legfontosabb az, hogy a játékosaim jól végrehajtsák a saját utasításaikat. Mindent megteszek azért, hogy csökkentsem a csapatomra nehezedő nyomást. Nem kellett külön felhívnom a játékosok figyelmét a mérkőzés fontosságára. Minél inkább erőlködünk, annál kisebb az esélyünk a jó eredmény elérésére. | ” |
| – Stuart Baxter, a finn válogatott szövetségi kapitánya. | |   |

Tabella a mérkőzés előtt
| Csapat       | M | Gy | D | V | G+ | G– | Gk  | P |
| ------------ | - | -- | - | - | -- | -- | --- | - |
| Hollandia    | 3 | 3  | 0 | 0 | 8  | 1  | +7  | 9 |
| Svédország   | 2 | 2  | 0 | 0 | 8  | 0  | +8  | 6 |
| Magyarország | 3 | 2  | 0 | 1 | 10 | 3  | +7  | 6 |
| Moldova      | 3 | 1  | 0 | 2 | 3  | 3  | 0   | 3 |
| Finnország   | 2 | 0  | 0 | 2 | 1  | 4  | –3  | 0 |
| San Marino   | 3 | 0  | 0 | 3 | 0  | 19 | –19 | 0 |

## Keretek
Egervári Sándor a magyar válogatott szövetségi kapitánya szeptember 27-én jelölte ki huszonegy fős játékoskeretét a két októberi selejtezőre, illetve megnevezte a biztonsági tartalékokat is. A tartalékok: Komlósi Ádám, Varga József. A finn válogatott szövetségi kapitánya, Stuart Baxter október 1-jén jelölte ki, a huszonhárom főből álló keretét. Később huszonnegyedik játékosként, egy sérülés miatt, Jussi Jääskeläinen is csatlakozott a csapathoz.
| Finnország         | Finnország | Finnország | Finnország       |
| Név                | Kor        | Vál./Gól   | Klub             |
| ------------------ | ---------- | ---------- | ---------------- |
| Peter Enckelman    | 33 éves    | 12 / 0     | St. Johnstone    |
| Otto Fredrikson    | 28 éves    | 9 / 0      | Szpartak-Nalcsik |
| Jussi Jääskeläinen | 35 éves    | 55 / 0     | Bolton Wanderers |
| Jukka Lehtovaara   | 22 éves    | 1 / 0      | TPS              |
| Markus Heikkinen   | 31 éves    | 55 / 0     | Rapid Wien       |
| Sami Hyypiä        | 37 éves    | 104 / 5    | Bayer Leverkusen |
| Miika Koppinen     | 32 éves    | 18 / 0     | Tromso           |
| Veli Lampi         | 26 éves    | 21 / 0     | Willem II        |
| Niklas Moisander   | 25 éves    | 14 / 1     | AZ               |
| Petri Pasanen      | 30 éves    | 60 / 1     | Werder Bremen    |
| Jukka Raitala      | 22 éves    | 2 / 0      | Paderborn        |
| Alexei Eremenko    | 27 éves    | 46 / 13    | Kilmarnock       |
| Roman Eremenko     | 23 éves    | 30 / 1     | Dinamo Kijiv     |
| Kasper Hämäläinen  | 24 éves    | 10 / 0     | Djurgarden       |
| Perparim Hetemaj   | 23 éves    | 2 / 0      | Brescia          |
| Roni Porokara      | 26 éves    | 16 / 3     | Örebro           |
| Daniel Sjölund     | 27 éves    | 24 / 2     | Djurgarden       |
| Tim Sparv          | 23 éves    | 11 / 0     | Groningen        |
| Mika Väyrynen      | 28 éves    | 46 / 4     | Heerenveen       |
| Mikael Forssell    | 29 éves    | 70 / 20    | Hannover         |
| Jonatan Johansson  | 35 éves    | 105 / 22   | TPS              |
| Shefki Kuqi        | 33 éves    | 60 / 7     | Derby County     |
| Jari Litmanen      | 39 éves    | 135 / 31   | Lahti            |

| Magyarország      | Magyarország | Magyarország | Magyarország     |
| Név               | Kor          | Vál./Gól     | Klub             |
| ----------------- | ------------ | ------------ | ---------------- |
| Bogdán Ádám       | 23 éves      | 0 / 0        | Bolton Wanderers |
| Fülöp Márton      | 27 éves      | 21 / 0       | Ipswich Town     |
| Király Gábor      | 34 éves      | 77 / 0       | 1860 München     |
| Gyepes Gábor      | 29 éves      | 26 / 1       | Cardiff City     |
| Juhász Roland     | 27 éves      | 57 / 5       | RSC Anderlecht   |
| Laczkó Zsolt      | 23 éves      | 6 / 0        | Debreceni VSC    |
| Lázár Pál         | 22 éves      | 2 / 0        | Videoton         |
| Lipták Zoltán     | 25 éves      | 3 / 0        | Videoton         |
| Vanczák Vilmos    | 27 éves      | 50 / 1       | Sion             |
| Vermes Krisztián  | 25 éves      | 3 / 0        | Újpest           |
| Czvitkovics Péter | 27 éves      | 3 / 0        | Debreceni VSC    |
| Dzsudzsák Balázs  | 23 éves      | 30 / 3       | PSV Eindhoven    |
| Elek Ákos         | 22 éves      | 5 / 0        | Videoton         |
| Koltai Tamás      | 23 éves      | 2 / 0        | Győri ETO        |
| Koman Vladimir    | 21 éves      | 5 / 2        | Sampdoria        |
| Pintér Ádám       | 22 éves      | 0 / 0        | Real Zaragoza    |
| Vadócz Krisztián  | 25 éves      | 32 / 2       | CA Osasuna       |
| Gera Zoltán       | 31 éves      | 67 / 19      | Fulham           |
| Priskin Tamás     | 24 éves      | 29 / 7       | Ipswich Town     |
| Rudolf Gergely    | 25 éves      | 15 / 4       | Genoa            |
| Szalai Ádám       | 22 éves      | 4 / 3        | FSV Mainz        |

 megjegyzés: Az adatok a mérkőzés előtti állapotnak megfelelőek!

## Az összeállítások
| 2010. október 12. 18:30 (UTC+3) |

| Finnország                | 1 – 2               | Magyarország                                   |
| ------------------------- | ------------------- | ---------------------------------------------- |
| Forssell 86' Väyrynen 41' | (0 – 0) Jegyzőkönyv | Szalai 50' Dzsudzsák 90+4' Lipták 37' Elek 88' |

| Olimpiai Stadion, Helsinki Nézőszám: 15 000 Játékvezető: Alan Kelly (ír) |

| Finnország | Magyarország |

| FINNORSZÁG:          |    |                     |
|                      |    |                     |
| K                    | 22 | Jussi Jääskeläinen  |
| JV                   | 2  | Petri Pasanen       |
| V                    | 23 | Markus Heikkinen    |
| V                    | 4  | Sami Hyypiä         |
| BV                   | 3  | Niklas Moisander    |
| KKP                  | 7  | Roman Eremenko      |
| KKP                  | 14 | Tim Sparv 72'       |
| JKP                  | 17 | Roni Porokara 71'   |
| KTK                  | 6  | Mika Väyrynen 41'   |
| BKP                  | 15 | Daniel Sjölund 81'  |
| CS                   | 9  | Mikael Forssell 86' |
| Cserék:              |    |                     |
| K                    | 1  | Otto Fredrikson     |
| V                    | 5  | Veli Lampi          |
| KTK                  | 10 | Jari Litmanen 72'   |
| KP                   | 13 | Joona Toivio        |
| CS                   | 16 | Jonatan Johansson   |
| CS                   | 18 | Shefki Kuqi 81'     |
| KP                   | 20 | Alexei Eremenko 71' |
| Szövetségi kapitány: |    |                     |
| Stuart Baxter        |    |                     |

| MAGYARORSZÁG:        |    |                            |
|                      |    |                            |
| K                    | 1  | Király Gábor               |
| JV                   | 2  | Vermes Krisztián           |
| V                    | 3  | Lipták Zoltán 37'          |
| V                    | 4  | Juhász Roland              |
| BV                   | 5  | Laczkó Zsolt 86'           |
| KKP                  | 6  | Elek Ákos 88'              |
| KKP                  | 11 | Vadócz Krisztián 75'       |
| JKP                  | 8  | Rudolf Gergely a szünetben |
| KTK                  | 10 | Gera Zoltán                |
| BKP                  | 7  | Dzsudzsák Balázs 90+4'     |
| CS                   | 9  | Szalai Ádám 50'            |
| Cserék:              |    |                            |
| K                    | 12 | Fülöp Márton               |
| V                    | 13 | Pintér Ádám 75'            |
| V                    | 14 | Vanczák Vilmos 86'         |
| V                    | 15 | Gyepes Gábor               |
| KTK                  | 16 | Koman Vladimir a szünetben |
| JKP                  | 17 | Czvitkovics Péter          |
| CS                   | 18 | Priskin Tamás              |
| Szövetségi kapitány: |    |                            |
| Egervári Sándor      |    |                            |

## A mérkőzés
A találkozót Helsinkiben rendezték, magyar idő szerint 17:30-kor. Az első félidőben mindkét csapattól óvatos játékot láthatott, a helyszínre kilátogató, mintegy 15 ezer néző. A félidőben csak a magyar csapat cserélt. Koman Vladimir érkezett a pályára. Öt perccel becserélése után máris gólpasszt adott Szalai Ádámnak, így megszerezte a vezetést a vendég csapat. A gól megtörte a finneket, de lassan visszarázódtak a meccsbe, és helyzeteket is kidolgoztak. A 86. percben érkezett az egyenlítés is. Mikael Forssell talált be Király kapujába. A meccs végén mégis a magyarok örülhettek, hiszen Dzsudzsák Balázs a hosszabbítás 4. percében gólt szerzett, így Magyarország elvitte a három pontot Finnországból.

| „                 | Nem az a fontos, hogy én végig hittem-e a győzelemben, hanem az, hogy a játékosok hittek benne, és fogcsikorgatva ugyan, de kiharcoltuk a három pontot. Köszönet jár Gellei Imrének és Csábi Józsefnek, amiért feltérképezték az ellenfelet, így az első félidőben nem nagyon történt meglepetés a pályán, taktikailag a második játékrészben történtek az izgalmas dolgok. A szünetben jól sikerült belenyúlnunk a találkozóba, és az, hogy az utolsó percig győzelemre játszottunk, meghozta az eredményét. | ” |
| – Egervári Sándor | |   |

| „               | Nem érdemeltünk vereséget, mert végig domináltunk a mérkőzésen. A magyarok gyors játékosaik révén kétszer lekontráztak minket, de a mérkőzés egészét tekintve jobbak voltunk, győznünk kellett volna. | ” |
| – Stuart Baxter | |   |

További eredmények
| 2010. október 12. | Hollandia  | 4 – 1 | Svédország |
| 2010. október 12. | San Marino | 0 – 2 | Moldova    |

Tabella a mérkőzés után
| Csapat       | M | Gy | D | V | G+ | G– | Gk  | P  |
| ------------ | - | -- | - | - | -- | -- | --- | -- |
| Hollandia    | 4 | 4  | 0 | 0 | 12 | 2  | +10 | 12 |
| Magyarország | 4 | 3  | 0 | 1 | 12 | 4  | +8  | 9  |
| Svédország   | 3 | 2  | 0 | 1 | 9  | 4  | +5  | 6  |
| Moldova      | 4 | 2  | 0 | 2 | 5  | 3  | +2  | 6  |
| Finnország   | 3 | 0  | 0 | 3 | 2  | 6  | –4  | 0  |
| San Marino   | 4 | 0  | 0 | 4 | 0  | 21 | –21 | 0  |

## Örökmérleg a mérkőzés után
| Finnország | :         | Magyarország |
| ---------- | --------- | ------------ |
| 1          | Győzelem  | 9            |
| 2          | Döntetlen | 2            |
| 9          | Gólok     | 42           |
| 5/36       | Pontok    | 29/36        |
| 14         | %         | 81           |